# قلعه پینیوقال

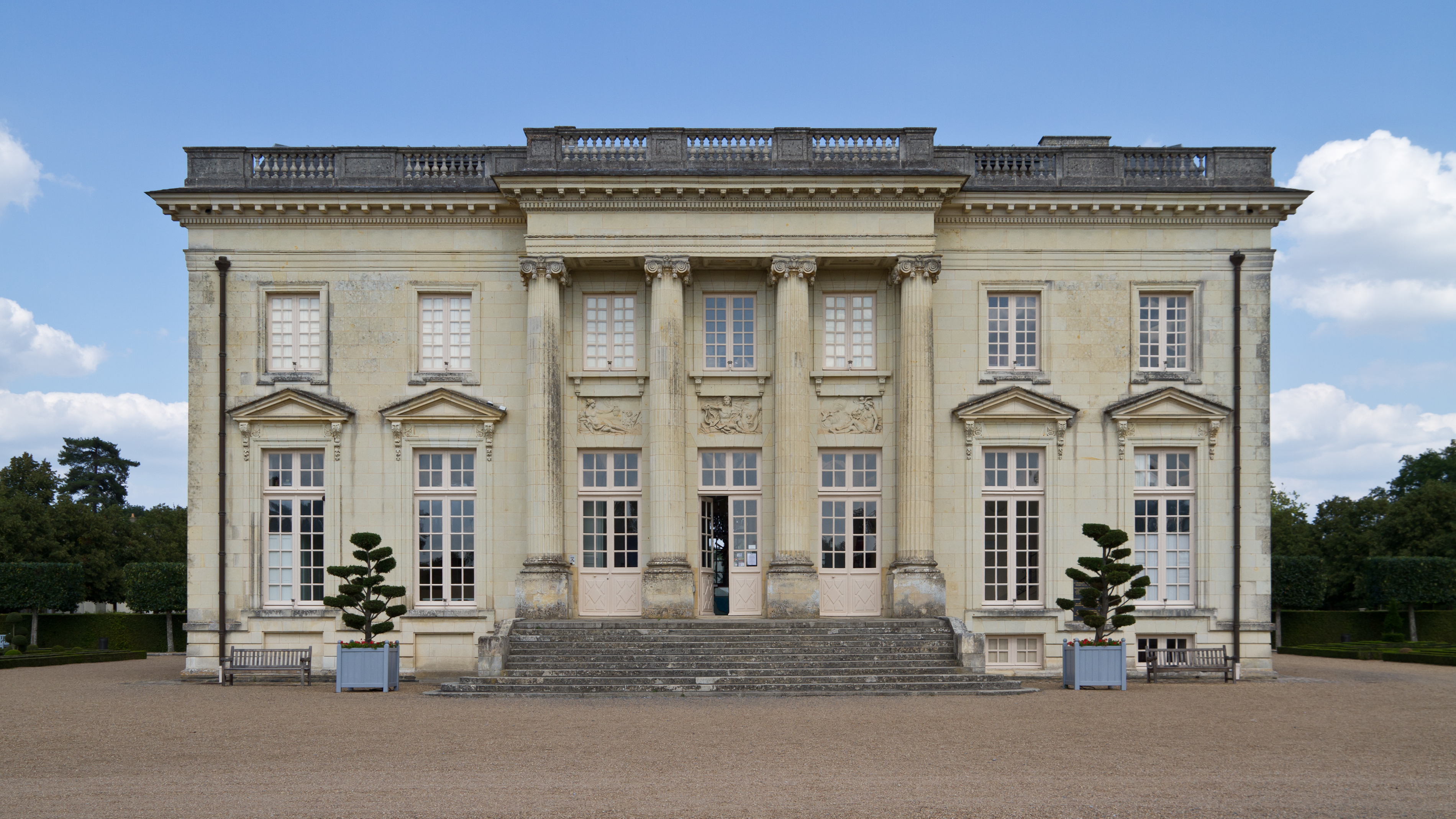
نمایی از قلعه پینیوقال

قلعه پینیوقال (انگلیسی: Château de Pignerolle) در شرق آنژه واقع در بخش Saint-Barthélemy-d'Anjou در منطقه من-ا-لوآر کشور فرانسه است.